# Marica Radojčić Prešić
Marica Radojčić (Prešić) (Novi Karlovci, 1943 — Beograd, 30. April 2018) bila je srpska matematičarka i umetnica.

## Biografija
Diplomirala, magistrirala i doktorirala matematiku na Prirodno-matematičkom fakultetu u Beogradu. Bila je redovna profesorka na Matematičkom fakultetu. Dobitnica Fulbrajtove stipendije za matematiku 1985/86. Kao gostujuća profesorka ili istraživačica boravila na više poznatih univerziteta u svetu (u Bonu, Hamburgu, Moskvi, Berkliju, Stanfordu, Njujorku i drugim).
U nauci se bavila matematičkom lingvistikom, logikom i algebrom. Imala je objavljenih četrdesetak naučnih radova i knjiga. Radove su joj citirali, koristili i na njih se nadovezivali brojni matematičari širom sveta. Rezultati su joj ušli u nekoliko svetskih monografija.
Bila je članica Udruženja likovnih umetnika Srbije, i međunarodnog udruženja IKG (Internationales Künstler Gremium, osnivač Josef Beus). imala je više samostalnih i grupnih izložbi. Izlagala od 1982 i stvarala u SAD, Nemačkoj, Belgiji, Francuskoj, skandinavskim zemljama, Južnoafričkoj Uniji. Najčešće izlaže u Njujorku.
Umetnost joj je prožeta matematikom, filozofijom, metafizikom. O njenoj umetnosti pisali su mnogi stručnjaci, kako u zemlji, tako i u svetu: od američkog kritičara Leonarda Horovica, preko pesnika i mnogostranog izraelskog umetnika i teoretičara Jozefa Semaha, do ruskog filozofa i estetičara Viktora Bičkova.
Pored umetnosti i nauke, bavila se i organizacijom i produkcijom. Osnivačica je i rukovodilac nekoliko naučnih seminara. Bila je šef nekoliko naučnih i umetničkih projekata. Osnivačica i rukovodilac Matematičke umetničke radionice, 1993. osnivačica i predsednica udruženja Umetnost i nauka,1998.
Jedana od osnivača 2000. Grupe za digitalnu umetnost na Interdisciplinarnim magistarskim studijama Univerziteta umetnosti u Beogradu, gde je rukovodila umetničkog smera Totalno digitalno stvaralaštvo. Organizovala je više projekata, simpozijuma (domaćih i međunarodnih), kao i gostovanja i autorskih projekata inostranih umetnika i naučnika.
U Galeriji Matice srpske osnovan je 2009. njen legat sa 87 odbranih radova koji predstavljaju presek njenog celokupnog stvaralaštva.